# Municipio de Lascano
El municipio de Lascano es uno de los municipios del departamento de Rocha, Uruguay.

## Ubicación
El municipio se encuentra situado en la zona noroeste del departamento de Rocha, limitando al oeste con el departamento de Lavalleja y al este con el municipio de Castillos.

## Características
El municipio de Lascano fue creado por Ley N.º 18653 del 15 de marzo de 2010, y forma parte del departamento de Rocha. Comprende el distrito electoral EEA de ese departamento. Sus límites quedaron determinados a través del Decreto 05/10 de la Junta Departamental de Rocha y su sede es la ciudad de Lascano.
Forman parte del municipio las siguientes localidades: 
- Lascano
- Colonia Greissig

## Autoridades
La autoridad del municipio es el Concejo Municipal, compuesto por el Alcalde y cuatro Concejales.
Alcaldes según período:
| Nº | Alcalde                      | Partido             | Inicio del mandato     | Fin del mandato        | Observaciones     | Concejales                                                                 |
| -- | ---------------------------- | ------------------- | ---------------------- | ---------------------- | ----------------- | -------------------------------------------------------------------------- |
| 1  | Ricardo Rodríguez            | Frente Amplio FA    | 9 de julio de 2010     | 8 de julio de 2015     | Alcalde elegido   |                                                                            |
| 2  | Ricardo Rodríguez            | Frente Amplio FA    | 9 de julio de 2015     | 1 de diciembre de 2020 | Alcalde reelegido | Mariela Piriz (FA) Jorge Bernardo (FA) Mary Pacheco (PN) Jorge Méndez (PN) |
| 3  | Víctor Pedro Larrosa Moreira | Partido Nacional PN | 1 de diciembre de 2020 | 1 de diciembre de 2025 | Alcalde elegido   | Pablo Pintos (PN) Elisa Viojo (PN) Jorge Bernardo (FA) Beatriz Orrego (FA) |